# Состинское
Состинское (устар. Соста) — пересыхающее солёное озеро на границе Черноземельского и Ики-Бурульского районов Калмыкии. К северу от озера расположен посёлок Ачинеры.
Относится к Западно-Каспийскому бассейновому округу. Площадь — 7,37 км². Входит в систему Состинских озёр. Лежит на высоте 6,1 метра над уровнем моря.

## Физико-географическая характеристика
Озеро расположено на юго-западе Чёрных земель, являющихся частью Прикаспийской низменности. Береговая линия изрезана многочисленными мелкими заливами. На севере сообщается с озером Харэрга, на северо-востоке с озером Кирпичным. По берегам озера — солончаки.
Как и другие Состинские озёра имеет реликтовое происхождение. Гидрологический режим озера естественно-антропогенный. Озеро расположено в зоне резко континентального, полупустынного климата. В условиях значительного испарения роль дождевых осадков в водном режиме озера не велика. До ввода в эксплуатацию Чограйского водохранилища основным источником питания водоёма являлись осадки, выпадающие в зимний период. С 1970-х в озеро поступает избыток воды из Чограйского водохранилища.